# Greenwich Peninsula

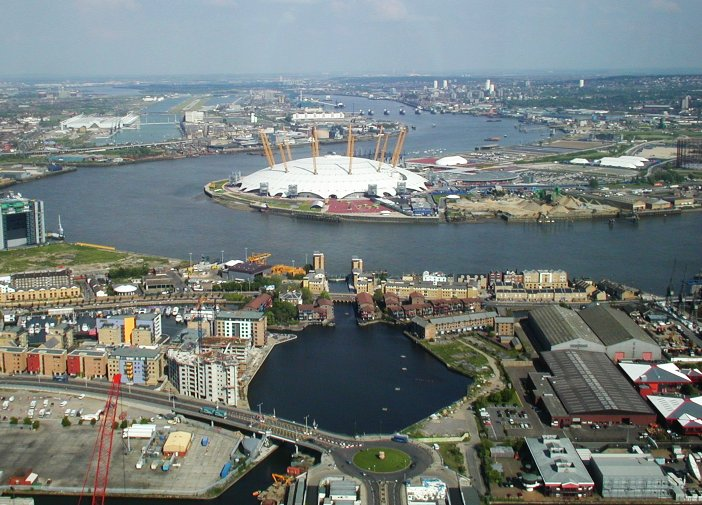
Greenwich Peninsula vom Canada Square aus mit dem O_{2}-Komplex in der Mitte

Die Greenwich Peninsula ist eine Landzunge, die auf drei Seiten von der Themse umflossen wird, zwischen der Isle of Dogs und Silvertown. Im Süden liegt der Rest von Greenwich, im Südosten der Stadtteil Charlton.
Die Halbinsel gehört zum Royal Borough of Greenwich. Früher hieß dieses Gelände Greenwich Marshes oder Bugsby's Marshes, dann East Greenwich im 19. Jahrhundert, heute oft auch North Greenwich wegen des dort liegenden U-Bahnhofes gleichen Namens. Dies ist nicht zu verwechseln mit North Greenwich auf der Isle of Dogs, dem nördlichen Anlegepunkt einer früheren Fähre von Greenwich. Der nördlichste Punkt der Halbinsel am Themseufer heißt Blackwall Point, was auch zum Namen Blackwall Peninsula, der manchmal im ausgehenden 20. Jahrhundert für diese Halbinsel benutzt wurde, führte.
Zu den Wahrzeichen zählen The O₂ (früher: Millennium Dome) und das südliche Ende des Blackwall-Tunnels, aber dieses Gelände wurde stark verändert.

## Geschichte
Die Halbinsel wurde von holländischen Ingenieuren im 16. Jahrhundert entwässert, sodass sie als Viehweide genutzt werden konnte. Im 17. Jahrhundert wurde der Blackwall Point gegenüber von Blackwall als Platz bekannt, an dem Leichen von Piraten in Käfigen aufgehängt wurden – als Abschreckung für Leute, die mit dem Gedanken spielten, ebenfalls Piraten zu werden.

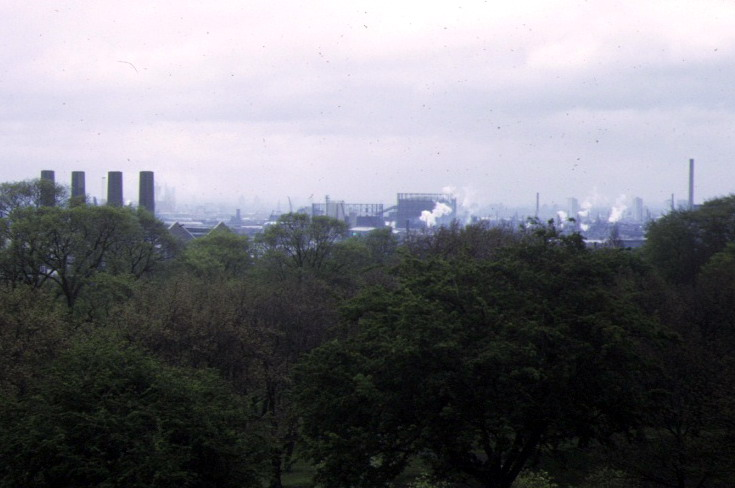
Die Greenwich Peninsula von Greenwich Park aus (1973). Der Blick wird rechts und links von den Kaminen der Greenwich Power Station und der Blackwall Point Power Station begrenzt.

Ab dem frühen 19. Jahrhundert wurde die Halbinsel stetig weiter industrialisiert. 1857 wurde dem Parlament ein Plan für ein großes Dock vorgestellt, das einen großen Teil der Halbinsel einnehmen und mit dem Blackwall Reach im Westen Bugsby’s Reach im Osten verbunden sein sollte, aber er wurde nicht realisiert. Zu den frühen Industrieansiedlungen zählten Henry Blakeley’s Ordnance Works für den Großwaffenbau, chemische Fabriken, Hersteller von Seekabeln, Werften und Eisen- und Stahlwerke. Henry Bessemer baute Anfang der 1860er-Jahre ein Stahlwerk zur Versorgung der Londoner Werftindustrie, aber er musste es wegen mangelnder Nachfrage infolge der Finanzkrise von 1866 wieder schließen. Später kamen Ölmühlen, Schiffsbau (z. B. die 1870 gebauten Klipper Blackadder und Hallowe'en von der Maudsley-Werft), Kesselbau, Hersteller von Portlandzement und Linoleum (aus Bessemers Stahlwerken wurden später die Victoria Linoleumwerke) und das riesige Gaswerk der South Metropolitan Gas Co.

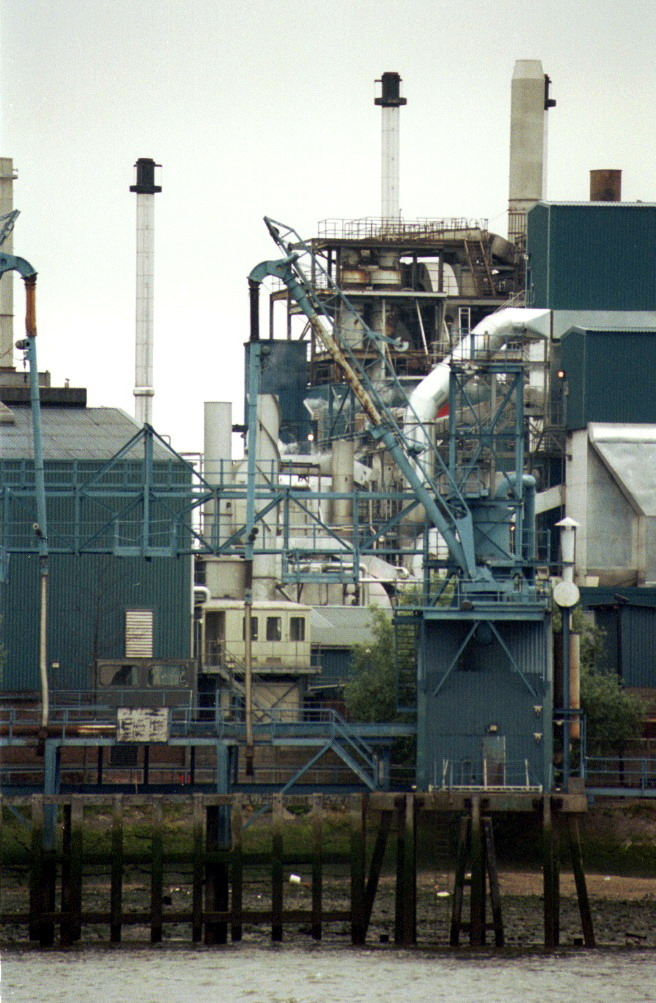
Die Westseite der Halbinsel von der Themse aus (2001), einschl. eines Teils der Glukosefabrik

Über 100 Jahre lang wurde die Halbinsel vom Gaswerk dominiert, das hauptsächlich Stadtgas – auch als Kohlengas bekannt – herstellte. Das Gaswerk wuchs auf eine Fläche von 970.000 m² und war damit das größte in Europa. Es stellte auch Koks, Teer und Chemikalien als wichtige Nebenprodukte her. Das Gelände hatte seinen eigenen Eisenbahnanschluss, der mit der Hauptbahnlinie nahe Charlton verbunden war, und an einem großen Schiffsanleger wurde Kohle entladen und Koks geladen. Es gab große Gaskessel mit 240.000 m³ und 345.000 m³ Inhalt. Der größere Gaskessel (ehedem der größte der Welt) wurde nach einem Explosionsschaden 1917 auf ein Volumen von 250.000 m³ reduziert, war aber damit immer noch der größte Englands, bis er 1978 erneut durch eine Bombe der Provisional Irish Republican Army beschädigt wurde. Das Werk, das ursprünglich Gas aus Kohle herstellte, wurde ab den 1960er-Jahren mit Öl betrieben. Die Spitzenproduktion von 11,3 Mio. m³ Gas pro Tag Mitte der 1960er-Jahre soll die größte in der Welt gewesen sein. Durch die Entdeckung von Erdgasreserven in der Nordsee wurde das Gaswerk bald überflüssig.
Am Ostufer lag das Kraftwerk Blackwall Point; das ursprüngliche Kohlekraftwerk aus den 1890er-Jahren wurde in den 1950er-Jahren durch ein neues ersetzt, das 1981 seinen Betrieb einstellte. Ein großes Gelände unter Einschluss der Victoria Linoleumwerke wurde 1966 zum Victoria Deep Water Terminal für Containerschiffe.
Am Südende der Halbinsel war die Enderby’s Wharf vom Nachfolger der bekannten Seekabelhersteller ab 1857, wie z. B. Glass Elliot, William T. Henley, Telcon, Submarine Cables Ltd., STC, Nortel und Alcatel belegt.
Die Halbinsel war bis zur Eröffnung des Blackwall-Tunnels 1897 vom Londoner Stadtzentrum aus schlecht zu erreichen und hatte keinen Anschluss an den Öffentlichen Nahverkehr bis zur Eröffnung des U-Bahnhofs North Greenwich auf der Julilee-Linie 1999.
Die Schließung des Gaswerkes, des Kraftwerkes und anderer Industrien Ende des 20. Jahrhunderts hinterließ nichts als Industriebrache auf der Greenwich Peninsula, das meiste davon stark kontaminiert.
Bis jetzt haben einige Industriebetriebe auf der Westseite der Halbinsel zwischen dem Flussufer und der südlichen Zufahrtsstraße des Blackwall-Tunnels überlebt, wie z. B. Alcatel, das (im September 2009 geschlossene) Tunnel-Refiners-Glukosewerk (bis ca. 2008 Teil von Tate & Lyle) und zwei große Hafenanlagen auf den Geländen von Delta Metals und dem Victoria Deep Water Terminal. Einer der beiden Gaskessel steht ebenfalls noch.

## Neubauten seit Anfang der 1990er-Jahre

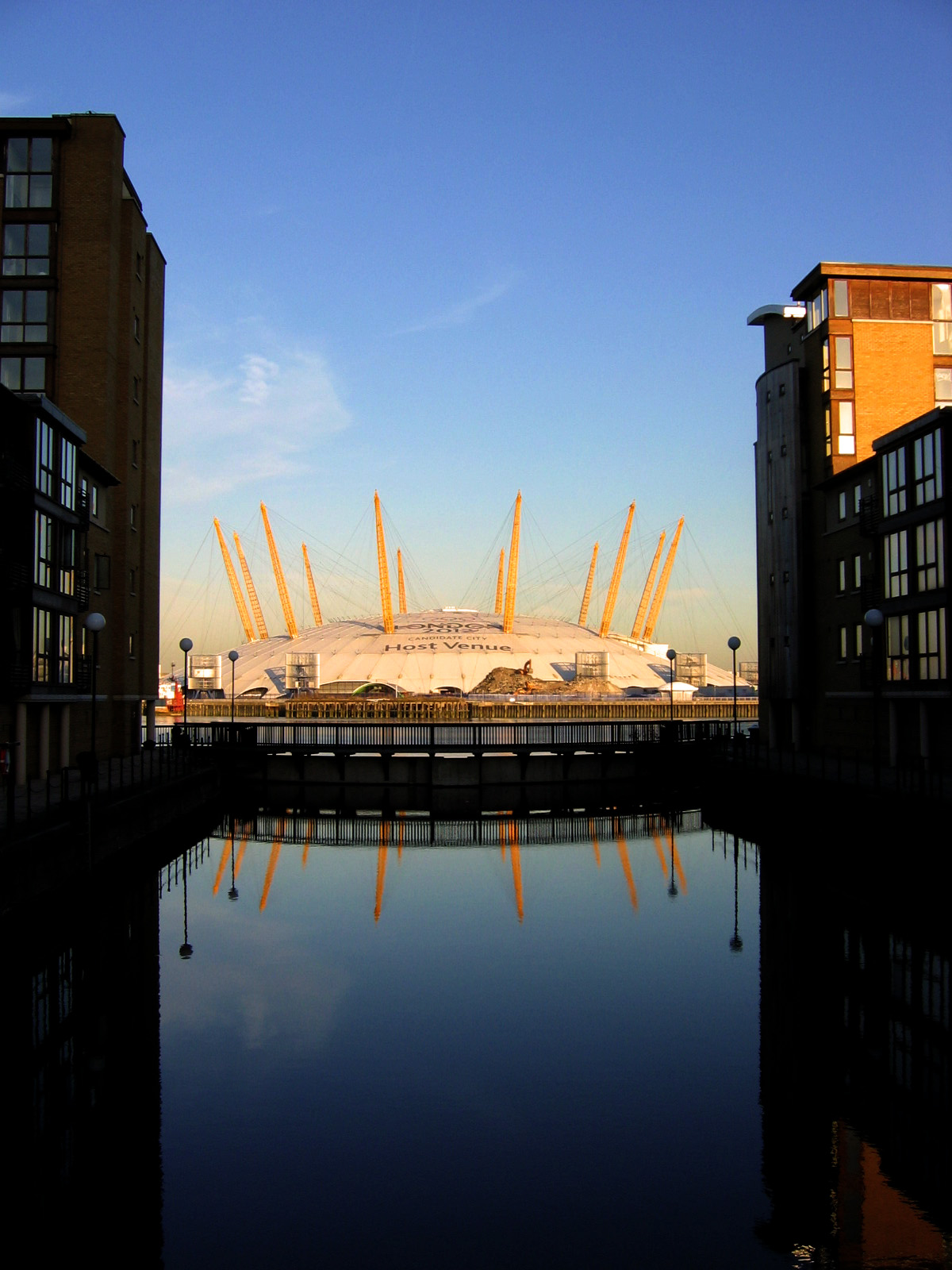
The O₂, die größte freitragende Hallenkonstruktion der Welt

Öffentliche und private Investitionsprojekte veränderten seit Anfang der 1990er-Jahre die Topografie der Greenwich Peninsula entscheidend. 1997 kaufte English Partnerships, die britische Stadtentwicklungsgesellschaft, 1,21 km² ungenutzten Landes auf der Halbinsel. Eine Investition von £ 225 Mio. trug zur Erweiterung des Öffentlichen Nahverkehrs bei und schuf neuen Wohnraum, neue Geschäftsflächen und Platz für öffentliche Einrichtungen. So wurden auch Grünflächen entlang des Flusses geschaffen.
Neben dem Millennium Dome wurden auch neue Straßen an der Ostseite der Halbinsel im Vorgriff auf neue Entwicklungsprojekte gebaut. Neue Spazierwege am Fluss, Radwege und Kunstinstallation wurden ebenfalls angelegt. Die ersten beiden Phasen des Greenwich Millennium Village resultierten in sich ausbreitender Wohnbebauung, die auch die Millennium Primary School (Grundschule), ein Ärztezentrum, einen Naturpark und ein angeschlossenes Schulungszentrum enthielt. Ebenso wurde ein Holiday-Inn-Hotel in der Nähe gebaut und der Greenwich Yacht Club erhielt ein neues Gelände auf der Ostseite des Millennium Dome.
Der U-Bahnhof North Greenwich an der Jubilee Line wurde 1999 eröffnet. Es ist einer von Londons größten U-Bahnhöfen und besitzt auch ein Busterminal. Der QEII-Pier bietet Fährverkehr zu anderen Stadtteilen Londons und liegt an der Themse östlich des U-Bahnhofes.
2004 wurde der Flächennutzungsplan für die weitere Umgestaltung des Geländes genehmigt, worin auch 10.000 weitere Wohnhäuser, etliche Millionen Quadratmeter Geschäftsflächen und der Umbau des Millennium Dome zu einer Sporthalle mit dem Namen O2 enthalten waren. Direkt südlich anschließend an The O2 wurde ein neuer öffentlicher Platz gebaut. Auf dessen Ostseite entstand ab 2009 ein neuer Campus für das Ravensbourne College of Design and Communication. Im Südosten des Platzes beherbergt das sechsstöckige Haus 14 Pier Walk die Büros von Transport for London (TfL).
Südlich dieses Komplexes hat sich in einem großen Behelfsbau die Fußballschule David Beckham Academy niedergelassen, ca. 400 m weiter südlich liegt das Pub Pilot Inn, eines der ältesten Gebäude der Greenwich Peninsula.

## Weitere Entwicklung
Der Süden der Halbinsel wurde nun mit Wohnhäusern bebaut (die letzte Bauphase des Greenwich Millennium Village) und The O2 wurde zum Schauplatz für die Olympischen Sommerspiele 2012.